# Eva Maria Fenyő

Eva Maria Fenyö, 2024

Eva Maria Fenyö, född 18 mars 1940 i Budapest, Ungern, är en svensk läkare och professor.
Fenyö påbörjade medicinstudierna vid Semmelweis universitetet i Budapest. Hon flyttade 1965 till Sverige, där hon började forska hos Georg och Eva Klein på Karolinska Institutets (KI) tumörbiologiska institution. Parallellt med sin forskning fortsatte hon medicinstudierna och blev 1974 medicine doktor i tumörbiologi och avlade 1975 läkarexamen. 1981 blev hon universitetslektor i virologi och 1997 professor vid KI, och från 1999 professor i virologi vid Lunds universitet. 2001 blev hon invald till ledamot av Kungliga Fysiografiska Sällskapet i Lund.
I sin forskning fokuserade Fenyö på virus-värdcellinteraktioner, först i studier av musleukemivirus, och från 1985 i studier av immunbristvirus hos människa (HIV) och apa (SIV), samtliga hörande till familjen retrovirus. Erfarenhet från musleukemi möjliggjorde formulering av två grundläggande koncept för HIV/AIDS. Först, att HIV biologisk variabilitet ligger till grund för virusförmåga att infektera olika celler,. Det andra konceptet rör uppkomst av neutralisationsresistenta virusvarianter som den infekterade värdens antikroppar inte längre rår på,. HIV vaccinforskning skedde inom ramen för stora internationella nätverk (WHO-arbetsgrupp 1989-, flertal EU-nätverk bland andra HIV Variability, koordinator 1994-1997) och omfattade bland annat introduktion av neutralisationstest för HIV med ny teknik, som senare kom att kallas bioimaging.
Hon var från 1964 gift med Egon Fenyö till dennes död 2006, med vilken hon har sonen David Fenyö.  